# Асадабад
Асадаба́д (пушту اسعد‌آباد, дарі اسعد‌آباد — Asadābād) — місто на сході Афганістану, столиця провінції Кунар. Розташований при впадінні річки Печдара в Кунар.
За переписом 1979 року населення міста близько 2 тис. чол.. За оцінками 2006-го року чисельність населення Асадабаду становила 8700 чол..

### Клімат
Місто знаходиться у зоні, котра характеризується середземноморським кліматом. Найтепліший місяць — липень із середньою температурою 27.5 °C (81.5 °F). Найхолодніший місяць — січень, із середньою температурою 3.9 °С (39 °F).
| Клімат Асадабада        | Клімат Асадабада | Клімат Асадабада | Клімат Асадабада | Клімат Асадабада | Клімат Асадабада | Клімат Асадабада | Клімат Асадабада | Клімат Асадабада | Клімат Асадабада | Клімат Асадабада | Клімат Асадабада | Клімат Асадабада | Клімат Асадабада |
| Показник                | Січ.             | Лют.             | Бер.             | Квіт.            | Трав.            | Черв.            | Лип.             | Серп.            | Вер.             | Жовт.            | Лист.            | Груд.            | Рік              |
| Середня температура, °C | 3,9              | 5,2              | 9,9              | 15,2             | 20,5             | 26,5             | 27,5             | 26,8             | 23,6             | 18               | 11,5             | 6,1              | 16,2             |
| Норма опадів, мм        | 70.2             | 107.5            | 160.6            | 128.9            | 71.4             | 26.3             | 66.8             | 66.8             | 39.1             | 31.7             | 33.3             | 61.6             | 864.2            |
| Днів з опадами          | 4                | 6,2              | 11,5             | 11,9             | 9,4              | 5,7              | 7,6              | 8,3              | 5,6              | 4,6              | 3,3              | 4,6              | 82,7             |
| Вологість повітря, %    | 55.6             | 57               | 55.8             | 53.2             | 43.6             | 34.9             | 45.2             | 50               | 45.6             | 43.2             | 44               | 52.2             | 48.4             |
| ----------------------- | ---------------- | ---------------- | ---------------- | ---------------- | ---------------- | ---------------- | ---------------- | ---------------- | ---------------- | ---------------- | ---------------- | ---------------- | ---------------- |
| Джерело: Weatherbase    |                  |                  |                  |                  |                  |                  |                  |                  |                  |                  |                  |                  |                  |

## Топографічні карти
- Аркуш карти I-42-XII. Масштаб: 1 : 200 000. (рос.) Зазначити дату випуску/стану місцевості.

| Афганістан | Це незавершена стаття з географії Афганістану. Ви можете допомогти проєкту, виправивши або дописавши її. |